# Агирре, Ильда
Ильда Агирре (исп. Hilda Leonor Aguirre Oliveros) (11 августа 1948, Уимангильо, Табаско, Мексика) — выдающиеся мексиканская актриса. Рост — 169 сантиметров.

## Биография
Родилась 1 августа 1948 года в семье адвоката Мануэля Агирре Колорадо и Марии Ампаро Оливерос. Признана выдающиеся мексиканской актрисой из-за огромного вклада в развитие мексиканского кинематографа. В мексиканском кинематографе дебютировала в 1967 году и с тех пор снялась в 77 работах в кино и телесериалах. Телесериалы Перекрёстки, Живу ради Елены, Страсти по Саломее, Завтра — это навсегда и Как говорится оказались наиболее популярными с участием актрисы. 

### Происшествия и их последствия
- 31 августа 1986 года она вместе со своим супругом попала в страшное ДТП на трассе Мексика-Пуэбла. Они ехали в Тласкалу и в их автомобиль на высокой скорости въехал грузовик. Весь удар пришёлся на пассажирское сидение, её супруг не пострадал. Сама она получила тяжёлые увечия: скол в правом глазу и 11 переломов, пережила 10 операций и вернулась в кинематограф спустя 2 года.

- По роковому стечению обстоятельств 8 декабря 2011 года она попала в ДТП на этой же трассе, но в этот раз обошлось без травм, кроме психологической. Психологическая травма начала прогрессировать и привела к рассеянному склерозу. Она ответила, что если она ещё раз попадёт в ДТП на этой трассе, всё может закончится её гибелью.

## Фильмография
1
Что ты сказал Богу? (2014)
¿Qué le dijiste a Dios? ... Pepita
2
Как говорится (сериал, 2011 – ...)
Como dice el dicho ... Rocio
3
Завтра – это навсегда (сериал, 2008 – ...)
Mañana es para siempre ... Graciela Palafox
4
Благородные мошенники (сериал, 2008 – ...)
Los simuladores
5
Супруга-девственница (сериал, 2005)
La esposa virgen ... Raquela Palacios
6
Мятежники (сериал, 2004 – 2006)
Rebelde
7
Страсти по Саломее (сериал, 2001 – 2002)
Salomé ... Nery
8
Девятая заповедь (сериал, 2001)
El noveno mandamiento ... María Treviño
9
Дом на пляже (сериал, 2000)
La casa en la playa ... Casandra Del Junco
10
Inaudito (1999)
... короткометражка
11
Тюрьма 3 (1999)
Reclusorio III
12
Живу ради Елены (сериал, 1998)
Vivo por Elena ... Erica
13
¿Con quien duermes esta noche? (1996)
14
Eva secuestrada y Adan... ¡como si nada! (1995)
... Eva
15
Una mujer con oficio (1995)
16
Перекрёстки (сериал, 1994)
Caminos cruzados ... Lilia
17
Клыки, оборотень (1993)
Colmillos, el hombre lobo ... Doña Fernanda
18
Волшебная молодость (сериал, 1992)
Mágica juventud ... Clara (1992)
19
Cazador de cabezas (1992)
20
Кобра (1991)
Federal de narcoticos (Division Cobra)
21
Горькие цепи (сериал, 1991)
Cadenas de amargura ... Helena
22
El bizcocho del Panadero (1991)
... Betty
23
Hacer el amor con otro (1991)
24
Молчание смерти (1991)
Silencio de muerte
25
Ni tan bobo, ni tan vivo (1991)
26
La metralleta infernal (1991)
27
Me lleva el tren (1990)
... Hora del Real
28
Dando y dando (1990)
29
A gozar, a gozar, que el mundo se va acabar (1990)
30
Si mi cama hablara (1989)
31
Rosa de dos aromas (1989)
.. Simone
32
Un macho en el reformatorio de señoritas (1989)
33
Central camionera (1988)
34
Los hermanos machorro (1988)
35
Сладкое желание (сериал, 1988 – ...)
Dulce desafío ... Marina Fernández
36
Pasaporte a la muerte (1988)
37
El cafre (1986)
38
Ráfaga de plomo (1985)
39
Женщина, случаи из реальной жизни (сериал, 1985 – ...)
Mujer, casos de la vida real
40
Принцесса (сериал, 1984)
Principessa ... Fernanda
41
Piernas cruzadas (1984)
... Psiquiatra
42
Искорка (сериал, 1983)
Chispita ... Tía Beatriz
43
El ahorcado (1983)
... Isabel
44
El vecindario II (1983)
45
Dos de abajo (1983)
46
Натурщицы (1983)
Las modelos de desnudos
47
El día del compadre (1983)
... Carmela
48
Oro blanco, droga maldita (1982)
... Omaira
49
Un macho en la casa de citas (1982)
50
Días de combate (1982)
... Chica de colita
51
Открыто днем и ночью (1981)
Abierto día y noche
52
Profesor eróticus (1981)
53
Mi nombre es Sergio, soy alcoholico (1981)
54
Me olvidé de vivir (1980)
55
La banda del Polvo Maldito (1979)
56
La criada maravilla (1979)
57
El Zorro blanco (1978)
58
Сумасшедшая суббота (сериал, 1978)
Sabado loco, loco
59
La viuda negra (1977)
60
Женская тюрьма (1977)
Prisión de mujeres ... Roberta
61
Взобравшись на луну (1974)
Cabalgando a la luna
62
Барбара (1974)
Bárbara
63
Las hijas de don Laureano (1974)
64
Первая любовь (1974)
El primer amor
65
Diamantes, oro, y amor (1973)
66
Nadie te querrá como yo (1972)
... Isabel Carrasco
67
La pequeña señora de Perez (1972)
68
Барбара (сериал, 1971)
Barbara ... Barbara
69
Elena y Raquel (1971)
... Elena Dominguez
70
La hermanita Dinamita (1970)
... Hilda Molina
71
Confesiones de una adolescente (1970)
72
No se mande, profe (1969)
73
Sor Ye-yé (1968)
... Sor María 'Sor Ye-yé'
74
Cómo pescar marido (1967)
... Vicky
75
Arrullo de Dios (1967)
... Marta
76
Qué hombre tan sin embargo (1967)
... Rosita

### Камео
77
Memoria del cine mexicano (1993)